# Jean de Santeul
Jean de Santeul, appelé aussi Jean-Baptiste Santeul ou Jean-Baptiste Santeuil, dit Santolius (né le 5 décembre 1630 à Paris et mort le 5 août 1697 à Dijon) est un poète néolatin français.

## Biographie
(août 2024).
Fils d'un bourgeois de Paris, important négociant en fer, Jean de Santeul étudie au collège Sainte-Barbe et au lycée Louis-le-Grand à Paris.
Il entre à l'abbaye de Saint-Victor en tant que sous-diacre sans jamais postuler pour les ordres supérieurs. Sa passion principale fut la poésie latine.
Il obtint un grand succès littéraire avec son Recueil de nouvelles odes sacrées dédié à Emmanuel-Théodose de La Tour d'Auvergne, ainsi qu'avec ses poèmes célébrant et ornant les fontaines de Paris et publiés dans le Guide de Paris de Germain Brice. Il trouva un émule à Bruxelles en la personne du poète néo-latin Petrus Vander Borcht qui orna de vers élégiaques les nouvelles façades des maisons de la Grand-Place de Bruxelles.
Saint-Simon raconte dans ses Mémoires qu'il mourut des suites d'une méchante plaisanterie du duc de Bourbon qui, pour rire, avait mis du tabac dans son vin. Cela se passa à Dijon.

« C’était de toute la maison de Condé à qui l'aimait le mieux, et des assauts continuels avec lui de pièces d'esprit en prose et en vers, et de toutes sortes d'amusements, de badinages et de plaisanteries. Un soir que M. le Duc soupait chez lui, il se divertit à pousser Santeul de vin de Champagne, et de gaieté en gaieté, il trouva plaisant de verser sa tabatière pleine de tabac d'Espagne dans un grand verre de vin et de le faire boire à Santeul pour voir ce qui en arriverait. Il ne fut pas longtemps à en être éclairci : les vomissements et la fièvre le prirent, et en deux fois vingt-quatre heures, le malheureux mourut dans des douleurs de damné, mais dans les sentiments d'une grande pénitence, avec lesquels il reçut les sacrements et édifia autant qu'il fut regretté d'une compagnie peu portée à l'édification, mais qui détesta une si cruelle expérience »

— Mémoires, I, 419
Boileau le dit très imbu de sa personne car il se croyait le plus grand poète au monde. Il déclamait ses vers en hurlant dans les salons de la place Maubert. Il est le Théodas de La Bruyère : 

« Concevez un homme facile, doux, complaisant, traitable et tout d'un coup violent, colère, fougueux, capricieux. Imaginez-vous un homme simple, ingénu, crédule, badin, volage, un enfant en cheveux gris ; mais permettez-lui de se recueillir, ou plutôt de se livrer à un génie qui agit en lui, j'ose dire, sans qu'il y prenne part et comme à son insu : quelle verve ! quelle élévation ! quelles images ! quelle latinité ! parlez-vous d'une même personne ? me direz-vous. - Oui, du même Théodas et de lui seul. Il crie, il s'agite, il se roule à terre, il se relève, il tonne, il éclate ; et au milieu de cette tempête il sort une lumière qui brille et qui réjouit. Disons-le sans figure : il parle comme un fou et pense comme un homme sage ; il dit ridiculement des  choses vraies, et follement des choses sensées et raisonnables… »

— Les caractères, Des jugements, 56
Santeul fut un éminent représentant du latin contemporain, à une époque où cette langue disputait encore sa prééminence sur le français et les autres langues vulgaires.
Sous le pseudonyme de Santolius Victorinus, il signe deux poèmes en vers latins pour honorer Jacques Champion de Chambonnières dans les pages préliminaires de son recueil Les Pièces de Clavessin, Livre Premier publié en 1670.
Il serait notamment l'auteur de la devise de la comédie classique Castigat ridendo mores  (bien que l'origine de cette citation soit incertaine). Édouard  Fournier dit, dans l'Esprit des autres, que cette devise fut improvisée pour l'arlequin Dominique, par Santeul, dont tout le monde connaît au moins de réputation les poésies latines. Le Dictionnaire de la Conversation affirme la même chose, à l'article Dominique Biancolelli. Né en 1640 à Bologne, il était venu à Paris en 1662 avec la troupe italienne que Mazarin avait fait mander et s'était acquis une grande réputation par un jeu inimitable dans les rôles d'Arlequin. Sorti du théâtre il était méconnaissable, tant ses manières trahissaient peu le baladin et, malgré le préjugé attaché alors aux hommes de sa profession, il vécut dans l'intimité de gens de distinction et de mérite : il connut ainsi Santeuil, qui, pour lui, dota le théâtre du fameux : Castigat ridendo mores.

## Postérité
La rue Santeuil située dans le 5e arrondissement de Paris est ouverte en 1863.